# 1986年至1987年英格蘭足總盃
1986/87球季英格蘭足總盃（英語：FA Cup），是第106屆英格蘭足總盃，今屆賽事的冠軍是高雲地利，他們在決賽以3:2 (加時)擊敗熱刺，奪得冠軍。
高雲地利贏得了他們的首個足總盃冠軍。

## 外部連結
1. 英格蘭足總盃官網Archive-It的存檔，存档日期2012-04-24
2. 英格蘭足總盃 歷屆冠軍（页面存档备份，存于）